# Stimorol
Stimorol er et tyggegummi-mærke som ejes af italiensk-hollandske
Perfetti Van Melle, som har retten til at sælge Stimorol i USA, Canada og Europa. Varemærket var tidligere ejet af Mondelez, men blev solgt i slutningen af 2022. Mondelez beholdt dog retten til at sælge Stimorol i resten af verdenDansk Tyggegummi Fabrik solgte de fleste af sine varemærker til Cadbury i 2002, som blev solgt til Kraft Foods i 2010, som efter opsplitning i 2012 børsnoterede Mondelez med bl.a. varemærket Stimorol i porteføljen. 
Stimoroltyggegummi blev lanceret i 1956, først udelukkende i Skandinavien, men senere også i resten af Europa. Sukkerfrit tyggegummi blev introduceret i 1978 og i 1990'erne blev tyggegummi med diverse frugt- og pebermyntesmag  lanceret.